# Neuville-Bosc
Neuville-Bosc település Franciaországban, Oise megyében. Lakosainak száma 475 fő (2022. január 1.). Neuville-Bosc Chavençon, Hénonville, Ivry-le-Temple, Monneville, Monts, Berville és Haravilliers községekkel határos.

## Népesség
A település népességének változása:
| Lakosok száma | 535  | 537  | 540  | 510  | 497  | 490  | 484  | 478  | 475  |
|               | 2013 | 2015 | 2016 | 2017 | 2018 | 2019 | 2020 | 2021 | 2022 |